# Jaime Murray
Jaime Murray (Londres, Inglaterra, 21 de julio de 1976) es una actriz británica conocida principalmente por haber interpretado a Stacie Monroe en la serie La movida, a Lila Tournay en Dexter, a Gaia en Spartacus: Gods of the Arena y a the Black Fairy en Érase una vez.

## Biografía
Jaime es hija del actor inglés Billy Murray (actor); tiene dos hermanas y un hermano menor. De joven fue diagnosticada de dislexia.
Es muy buena amiga de la actriz Julie Benz.
En 2007 comenzó a salir con el corresponsal Dan Abrams; sin embargo la relación terminó en 2008.
En 2011 Jaime comenzó a salir con Bernie Cahill; la pareja se comprometió en diciembre de 2013 y se casaron en mayo de 2014 en Bali.

### Carrera profesional
Desde 2002 Jaime ha aparecido en series como Casualty, The Bill y Love Soup, entre otras.
De 2004 a 2007 interpretó a la estafadora Stacie Monroe en la serie La movida hasta el final de la cuarta temporada, después de que su personaje decidiera quedarse en los Estados Unidos con Danny Blue (Marc Warren). Jaime apareció de nuevo en la última temporada de la serie, en el último episodio de la octava temporada, donde interpretó de nuevo a Stacie. El episodio fue emitido el 17 de febrero de 2012.
En 2005 interpretó a Bianca Minola, la hermana de Kate, junto a Shirley Henderson y Rufus Sewell.
En 2007 apareció en la serie Dexter, donde interpretó a Lila Tourney, la madrina de Narcóticos Anónimos del asesino Dexter Morgan y la antagonista principal de la segunda temporada. Poco después de que Dexter termina con Rita tiene una aventura con Lila. Sin embargo, Dexter pronto se da cuenta de que a la que ama es Rita y que Lila solo es una psicópata que entra a los grupos de apoyo para sentir las emociones que ella es incapaz de tener.
A mediados de 2008 se unió al elenco de la serie Valentine, donde interpretó el personaje principal de Grace Valentine y la diosa Afrodita. Sin embargo, la serie fue cancelada al terminar la primera temporada.
En el 2009 apareció en varios episodios de la serie The Beautiful Life: TBL, donde interpretó a la poderosa estilista que comienza una relación con el joven Isaac (Corbin Bleu). Ese mismo año apareció como invitada en series como Eli Stone, The Mentalist y NCIS, donde interpretó a la agente de Inmigración y Aduana Julia Foster-Yates.
En 2010 se unió al elenco de la segunda temporada de la serie Warehouse 13, donde interpretó a Helena "H. G." Wells, una agente británica del Warehouse 12 a finales del siglo XIX, hasta la tercera temporada, después de que su personaje se sacrificara durante el episodio "Stand" para salvar a Myka, Pete y Artie de una explosión nuclear. Ese mismo año interpretó a Lavinia en la película de terror Devil's Playground junto a Danny Dyer y Colin Salmon.
En 2011 apareció en la precuela Spartacus God: of the Arena, donde interpretó a Gaia, la mejor amiga de la malvada Lucrecia. Ese mismo año aparece como personaje recurrente en la serie Ringer, donde interpreta a Olivia Charles, la socia de Andrew Martin (Ioan Gruffudd).
En 2013 es coprotagonista en la serie Ciencia Ficción del canal SyFy, Defiance. Interpreta a la astuta y manipuladora de raza Castithan Stahma Tarr, esposa del hombre ambicioso de negocios Datak Tarr. Ella pertenecía a las más altas castas de su planeta natal. Con una aparente imagen frágil y sumisa, manipula a su poderoso marido y a los que la rodean para conseguir más poder y riquezas.

## Filmografía

### Series de televisión
| Año               | Serie                        | Personaje                    | Notas                                    |
| ----------------- | ---------------------------- | ---------------------------- | ---------------------------------------- |
| 2019              | Gotham                       | Theresa Walker/Nyssa al Ghul |                                          |
| 2018 - 2021       | Castlevania                  | Carmilla                     |                                          |
| 2018              | The Originals                | Antoinette                   | 6 episodios (temporada 5)                |
| 2017              | The Nanny                    | Leonor                       | Director: Joel Novoa/USA                 |
| 2016 - 2017       | Érase una vez                | Black Fairy                  | 7 episodios                              |
| 2013 - 2015       | Defiance                     | Stahma Tarr                  | 39 episodios                             |
| 2015              | Sleepy Hollow                | Carmilla Pines               | episodio "Kali Yuga"                     |
| 2010 - 2014       | Warehouse 13                 | Helena "H. G." Wells         | 14 episodios                             |
| 2012              | Childrens Hospital           | Kitty Black                  | episodio "British Hospital"              |
| 2012              | Jan                          | Andie                        | 4 episodios                              |
| 2011 - 2012       | Ringer                       | Olivia Charles               | 9 episodios                              |
| 2004 - 2007, 2012 | La movida                    | Stacie Monroe                | 25 episodios                             |
| 2011              | Spartacus: Gods of the arena | Gaia                         | 4 episodios                              |
| 2010              | Suit 7                       | Jessy                        | episodio "Good in Bed"                   |
| 2009              | The Beautiful Life: TBL      | Vivienne                     | 5 episodios                              |
| 2008 - 2009       | Valentine                    | Grace "Afrodita" Valentine   | 8 episodios                              |
| 2009              | NCIS                         | Julia Foster-Yates           | episodio "Semper Fidelis"                |
| 2009              | Eli Stone                    | Diane Rundlet                | episodio "Flight Path"                   |
| 2009              | The Mentalist                | Nadia Sobell                 | episodio "Carnelian, Inc."               |
| 2007              | Dexter                       | Lila Tournay                 | 10 episodios                             |
| 2005              | Agatha Christie's Poirot     | Ruth Kettering               | episodio "The Mystery of the Blue Train" |
| 2005              | ShakespeaRe-Told             | Bianca Minoila               | episodio "The Taming of the Shrew"       |
| 2005              | Love Soup                    | Natalie Brown                | episodio "Death and Nurses"              |
| 2004              | Doctors and Nurses           | Bella Olazabal               | episodio "Bella Bella"                   |
| 2003              | Keen Eddie                   | Kiki                         | episodio "Pilot: Eddie"                  |
| 2002              | The Bill                     | Melanie                      | 3 episodios                              |
| 2002              | Casualty                     | Sonia Guzmán                 | episodio "Thicker Than Water"            |

### Películas
| Año  | Título                              | Personaje       | Notas                                                              |
| ---- | ----------------------------------- | --------------- | ------------------------------------------------------------------ |
| 2013 | Fright Night 2: New Blood           | Gerri Dandridge | junto a Will Payne, Sean Power, Sacha Parkinson y Chris Waller     |
| 2013 | Samuel Bleak                        | Vivian Bleak    | junto a Keith David, Deborah Kara Unger, David Zayas y James Russo |
| 2012 | Zac Brown Band: Goodbye in Her Eyes | -               | corto - junto a Justin Price                                       |
| 2011 | Possessions                         | Chloe           | junto a Autumn Reeser y Trent Ford                                 |
| 2011 | Samuel Bleak                        | Vivian Bleak    | junto a James Russo, Keith David y Deborah Kara Unger              |
| 2010 | Devil's Playground                  | Lavinia         | junto a MyAnna Buring, Craig Conway y Colin Salmon                 |
| 2010 | The Rapture                         | Fiona           | junto a Bill Murray, Colin Salmon y Steven Berkoff                 |
| 2007 | The Deaths of Ian Stone             | [Medea]]        | junto a Mike Vogel y Christina Cole                                |
| 2007 | Botched                             | Anna            | junto a Stephen Dorff y Alan Smyth                                 |
| 2007 | Demons                              | Rebecca         | junto a Max Adler y Ron Eldard                                     |
| 2005 | Animal                              | Compradora      | junto a Andreas Wilson y Rhoda Montemayor                          |

## Premios y nominaciones
| Año  | Categoría                             | Premio       | Serie  | Resultado |
| ---- | ------------------------------------- | ------------ | ------ | --------- |
| 2008 | Best Supporting Actress on Television | Saturn Award | Dexter | Nominada  |